# Cuisy (Sekwana i Marna)
Cuisy – miejscowość i gmina we Francji, w regionie Île-de-France, w departamencie Sekwana i Marna.
Według danych na rok 1990 gminę zamieszkiwało 370 osób, a gęstość zaludnienia wynosiła 111 osób/km² (wśród 1287 gmin regionu Île-de-France Cuisy plasuje się na 881. miejscu pod względem liczby ludności, natomiast pod względem powierzchni na miejscu 799.).